# Корф, Николай Александрович
Барон Николай Александрович Корф (2 [14] июля 1834, Харьков — 13 [25] ноября 1883, Харьков) — известный русский общественный деятель, педагог и публицист, организатор земских школ.

## Биография
Родился 2 (14) июля 1834 года в Харькове. Принадлежал к баронскому роду Корфов; отец Александр Фёдорович Корф (1805—1836) — брат Леопольда Фёдоровича Корфа, мать происходила из рода Бранденбург. На втором году жизни Николай Александрович остался круглым сиротой. Первоначальное образование получил в семье Градовских (в Воронежской губернии), где существовала домашняя школа, затем в учебном заведении Крюммера в г. Верро, Лифляндской губернии, и, наконец, в Петербургском пансионе А. Я. Филиппова. Окончив курс, в 1854 году, в Александровском лицее,  где среди его учителей был, в частности, А. Ф. Оболенский, (лекциям которого Корф впоследствии даст весьма нелестную оценку) Корф поступил на службу в департамент министерства юстиции, но через полтора года, несмотря на увещевания знатных родственников, уехал в деревню, женился, стал заниматься хозяйством, принимал участие в дворянских собраниях, немало способствуя осуществлению на месте крестьянской реформы.

### Земский деятель
Настоящая общественная деятельность барона Корфа начинается с введением земских учреждений: он был избран гласным Александровского уездного земского собрания, почетным мировым судьей, затем председателем мирового съезда. Деятельность его сосредоточилась, главным образом, на постановке школьного дела в уезде.

### Народные школы Корфа
Корфу принадлежит заслуга устройства в России дешевой и краткосрочной начальной школы, которую ведет один учитель, с 3 отделениями в одном классе. Избранный членом училищного совета от земства, Корф сумел победить равнодушие к народному образованию, и открытие школ в уезде пошло быстро.

### Публицист и автор школьных пособий
В более широком круге Корф действовал путём печатного слова (статьи в «СПб. Ведомостях», «Вестнике Европы» и «Народной школе»). Издававшиеся барона Корфа «Отчеты Александровского уездного училищного совета» (5 выпусков) обращали на себя внимание как администрации, так и педагогического мира и литературы. Кроме того, Корф за шесть лет (1867—1873) напечатал пять учебников и руководств для народной школы: «Руководство к обучению грамоте по звуковому способу»; «Русская начальная школа», как «руководство для земских гласных и учителей сельских школ» — первый в России труд по училищеведению (разошелся в количестве 32 тысяч экземпляров); «Наш друг» — книга для чтения в народной школе; «Малютка» — первая книга после азбуки для народной школы и семьи, вошедшая, затем, в состав «Нашего друга»; «Наше школьное дело» — собрание статей барона Корфа по вопросам, касающимся дела народного образования вообще и народной школы в частности («Об инспекции народных училищ», «Учительские съезды» и др.). При составлении «Нашего друга» Корф задался целью «посредством ознакомления учащегося с окружающим миром повлиять на улучшение его материального и нравственного быта». Некоторые педагоги отнеслись враждебно к этой книге; ученый комитет министерства народного просвещения одни издания её вносил в свои каталоги, другие — нет. Сам Корф постоянно переделывал «Нашего друга», сообразно с указаниями опыта и практики.
Деятельность барона Корфа сделала его имя популярным во всей России. Попечитель кавказского учебного округа Неверов, организовавший дело народного образования на Кавказе, писал к Корфу сочувственные письма, прислал директора кубанской семинарии, известного педагога Д. Д. Семенова, для ознакомления с корфовскими школами, командировал к нему инспекторов и учителей.
В 1870 году Петербургское педагогическое общество избрало Корфа своим почетным членом, а в 1871 году то же сделали московские университет и комитет грамотности. Тогда же Корф посетил Санкт-Петербург, где старался пропагандировать мысль о необходимости всеобщего обучения.

### В Швейцарии
В 1872 году Корф был забаллотирован в гласные на съезде землевладельцев. Хотя затем он и был избран на трех крестьянских съездах, но отказался совсем от земской деятельности и, несмотря на сочувствие, которое со всех сторон высказывалось ему русской публикой, уехал с семьей на целых 8 лет в Швейцарию. Причиной такого решения был, между прочим, тот поворот, который стал обнаруживаться в отношениях тогдашнего министерства народного просвещения к народным школам; именно около этого времени началось ограничение земской самостоятельности в школьном деле. И в Швейцарии продолжал Корф интересоваться любимым делом и писал о нём статьи в «Вестнике Европы», «Народной школе», «Неделе» и «С.-Петербургских Ведомостях». Часть их потом вышла отдельной книгой под заглавием: «Наши педагогические вопросы» (1882). Кроме того, Корф перевел «Руководство к наглядному обучению Ф. Гардера» и написал «Историю Востока, Греции и Рима для обучения и самообразования», составленную на основании чтений автора в им же основанной русской домашней школе в Женеве. Женевская академия наук (Institut) избрала его своим почетным членом.

### Снова в России
В 1880 году Корф возвратился из-за границы и занялся проверкой знаний учившихся в школах Мариупольского и Александровского уездов, опровергнувшей преувеличенные мнения о рецидиве безграмотности. Для совершенного его устранения Корф задумал воскресные повторительные школы и составил особый «Руководитель для воскресных повторительных школ», в котором с большим искусством изложил программы и методические указания, соответствующие этой цели. В то же время в целом ряде статей он горячо стал проповедовать идею всеобщего обязательного обучения, а также необходимость учительских съездов. Последние он, по возможности, старался устраивать, руководя иногда их занятиями (херсонский съезд учителей 1881 г.). В 1883 году, за смертью П. Е. Басистова, освободилось место заведующего городскими училищами в Москве. Тогдашний московский городской голова, Б. Н. Чичерин, предложил Корфу баллотироваться на эту должность. Корф согласился, но две газеты («Московские Ведомости» и «Новое Время»), начали против него кампанию, заставившую его снять свою кандидатуру. Это не могло не отразиться на его здоровье. В начале 1883 года он работал ещё очень энергично: написал «Народное чтение» о «Хлебном жуке» (кузьке), в июне руководил учительским съездом в Бердянском уезде, но 13 (25) ноября 1883 года скончался.

## О нём
Хорошая биография бар. Н. А. Корфа написана М. Л. Песковским, в биографической библиотеке Ф. Павленкова: «Барон Н. А. Корф, его жизнь и общественная деятельность» (с портретом). М. Л. Песковским же опубликована и переписка бар. Корфа, в «Русской Старине» 1894 г. См. также «Записки педагога барона Николая Александровича Корф» («Рус. Старина», 1884, кн. 3, 4 и 5); Кашин, «Поездка к барону Н. А. Корфу» («Современная Летопись», 1871, № 1 и 2); Д. Д. Семенов, «Педагогические очерки школ Александровского у.» («Народная Школа», журн., 1871—1872); Д. Т. Гнедин, «Мои воспоминания» (« Русское Богатство», 1893, кн. 5, 6 и 7); некролог К. в № 12 «Вестн. Европы» за 1883 г. и там же, внутреннее обозрение.

## Родовая усадьба
Родовая усадьба барона Корфа находилась в селе Нескучном Великоновосёлковского района Донецкой области.
После смерти барона Корфа в его родовую усадьбу ежегодно на лето приезжал Владимир Иванович Немирович-Данченко вместе со своей семьёй. В 1993 году в этой усадьбе был открыт музей Немировича-Данченко. В музее также хранятся и личные вещи Николая Александровича Корфа.